# Cemil Turan
Cemil Turan (* 1. Januar 1947 in Istanbul) ist ein ehemaliger türkischer Fußballspieler und -funktionär.

## Spielerkarriere

### Vereine
Cemil Turan spielte seit seinem 14. Lebensjahr Fußball. Seine Karriere begann zunächst 1962 bei Sarıyer, wo er bereits 103 Tore erzielte. 1968 wechselte er zunächst zu Istanbulspor, vier Jahre später zu Fenerbahçe Istanbul. Dort verbrachte er seine erfolgreichste Zeit: mit Fenerbahçe gewann er drei Meisterschaften (1974, 1975, 1978) und war in den Jahren 1974 (14 Tore), 1976 und 1978 (jeweils 17 Tore) Torschützenkönig der türkischen Liga. Für Fenerbahçe schoss er in 304 Spielen 194 Tore, ist somit nach Zeki Rıza Sporel (470 Tore), Lefter Küçükandonyadis (432 Tore) und Aykut Kocaman (200 Tore) der vierterfolgreichste Torschütze der Vereinsgeschichte.

### Nationalmannschaft
Für die türkische Fußballnationalmannschaft absolvierte er 44 Spiele, in denen er 19 Tore schoss. 1980 beendete Cemil seine Fußballkarriere. Heute ist Cemil Turan als Koordinator bei Fenerbahçe tätig.

## Erfolge
- Individuell
  - 100er-Klub-Mitglied der Süper Lig

## Auszeichnungen
- 1978 wurde er in der Türkei zum "Sportler des Jahres" gewählt.
- Vom Türkischen Sportjournalisten-Verein wurde Turan in die beste Elf der letzten 25 Jahre im türkischen Fußball gewählt.[1]